# Le Pecq
Le Pecq é uma comuna francesa na região administrativa da Ilha de França, no departamento de Yvelines. A comuna possui 16 328 habitantes segundo o censo de 2014.

## Toponímia
O nome da localidade é atestado sob a forma Alpicum no século VII ou século VIII, Alpiacum em 833, Alpec em 1108, Alpecum em 1170, Aupec em 1194, Aupicum no século XIII, le port Aupec em 1709.
Le Pecq parece tomar o seu nome do pré-latim *Alp-iccum, formado sobre o radical pré-latino alp- e o sufixo -ĭccum. A palavra parece o gaulês alb- designando originalmente a cor branca, depois o mundo acima, o céu. Esta palavra é passada para o latim sob a forma alp-.

## História
Foi na Idade Média que apareceu a existência da aldeia de Aupec. Le Pecq, antigo alpicium, que significa altura, está localizado na costa com vista para o cruzamento sobre o Sena da estrada principal que leva de Paris a Normandia por Poissy e Pontoise (a antiga estrada nacional 13 que atravessava a vila de Saint-Germain cujo castelo protegia o acesso).
Suas encostas, bem expostas a sudeste, foram plantadas com vinhas. Os últimos Reis merovíngios tinham uma residência real na abadia de Aupec (Le Pecq). Quildeberto III deu aos monges desta abadia, em 704, a terra de Aupec e suas dependências. Eles são mencionados pela primeira vez em uma carta de Quildeberto III, rei da França, em 704. Naquele ano, o rei respondeu, bastante tarde, a um pedido de Wandrille, formulado em 666 a Clotário III e confirmado na abadia de Fontenelle uma doação feita a ela pela família de Eremberto tornado monge desta abadia.